# Вольфганг Ледер
Вольфганг Ледер (11 серпня 1936, Дуйсбург — 1 лютого 1978, Карл-Маркс-Штадт) — німецький (НДР) композитор і диригент, автор маршової і концертної музики.

## Біографія
Вольфганг Ледер отримав свої перші приватні уроки гри на фортепіано у віці 10 років.
З 1954 по 1955 рік навчався в Державному університеті театру та музики в Галле у Ганса-Георга Гернера за спеціальністю композиція. Після розпуску університету в Галле Вольфганг Ледер продовжив навчання в Лейпцизькому університеті музики. До державного іспиту в 1959 році він вивчав гобой та композицію у Йоганнеса Вейрауха, Пауля Шенка та віртуоза камерної музики Віллі Герлаха.
Вивчав диригування та композицію з 1972 по 1973 рік у Музичній академії Ганса Айслера в Берліні.
З 1959 року Вольфганг Ледер був сольним гобоїстом у Штабному музичному корпусі ВПС НДР у Котбусі, а з 1962 року — заступником директора оркестру, поки у 1977 році не очолив його керівництво.
Його перші композиції були створені ще в студентські роки. Численні інші композиції, такі як марші, концертна духова музика, танцювальна та легка музика, а також народна музика, були створені переважно під час його роботи в Котбусі. Тут він також був членом, а згодом головою Асоціації композиторів та музикознавців НДР у районі Котбус.
До 1971 року вже було відомо 120 аранжувань для духових оркестрів, симфонічних та камерних оркестрів, а також народних художніх колективів та клубів, і багато його композицій зареєстровані в GEMA.
Автор численних військових маршів для Національної народної армії НДР. Його марші відзначалися інноваційним підходом, оскільки він широко використовував у них елементи джазової та концертної музики — набагато ширше, аніж його західнонімецький попередник у жанрі Ганс Фелікс Гузадель, чия творчість, очевидно, справила вплив на Ледера.
Деякі з його творів були видані на платівках та компакт-дисках.
Під час підготовки до гала-концерту в ратуші Карл-Маркс-Штадта (нині Хемніц) Вольфганг Ледер помер 1 лютого 1978 року у віці 41 року.

## Твори
- Марші для духового оркестру
- Концерт для духової музики
- Квінтети
- Легка та народна музика
- Дитяча пісня «Довга дорога до школи»

### Вибрані платівки з творами
- Rondo über ein sorbisches Volkslied /Komposition/2655197
- Luftstreitkräfte startbereit /Komposition/8227019
- Lausitzer Rhapsodie /Komposition/8226912
- Auensee-Polka /Komposition/8227017
- Der Weg zur Schule /Komposition/8227002
- Marsch der FLA-Raketen-Truppen /Komposition/7712997

## Зовнішні посилання
- Біографія німецькою мовою